# Feni Rufus
Luci Feni Rufus (llatí: Lucius Faenius Rufus) va ser un magistrat imperial romà del segle i.
Neró el va nomenar prefecte de l'annona l'any 55 i es va guanyar el suport popular en exercir el seu càrrec sense retribució. En conseqüència, l'any 62 va ser nomenat prefecte del pretori junt amb Sofoni Tigel·lí, per contrarestar la impopularitat que tenia Tigel·lí, que instigava la gelosia de l'emperador contra el senat. Però mai no va aconseguir gaire influència sobre l'emperador, a diferència del seu col·lega, car l'emperador en desconfiava per la seva amistat amb Agrippina, la mare de Neró. Per aquest motiu va prendre part a la conspiració de Pisó l'any 65. Quan es va descobrir el complot, es va suïcidar després de molts dubtes. Els seus còmplices van ser també condemnats, i un va ser desterrat només per ser amic d'ell.